# Phora convallium
Phora convallium är en tvåvingeart som beskrevs av Schmitz 1928. Phora convallium ingår i släktet Phora och familjen puckelflugor. Inga underarter finns listade i Catalogue of Life.